# Jerofej Pavlovitj
Jerofej Pavlovitj (ryska Ерофей Павлович) är en ort i länet Amur oblast i Ryssland. Folkmängden uppgår till cirka 5 000 invånare.
Orten har uppkallats efter den ryske utforskaren Jerofej Pavlovitj Chabarov, som utforskade området runt Amurfloden på 1600-talet.